# Tony Judt
Tony Judt (n. 2 ianuarie 1948, Londra, Anglia, Regatul Unit – d. 6 august 2010, New York City, New York, SUA) a fost un istoric britanic de origine evreiască, specializat pe istoria Europei.